# Конюхів (станція)
Ко́нюхів — проміжна залізнична станція 5-го класу Львівської дирекції Львівської залізниці на електрифікованій лінії Стрий — Батьово між станціями Стрий (9 км) та Любинці (8 км). Розташована в однойменному селі Стрийського району Львівської області.

## Історія
Станція відкрита 4 квітня 1885 року в складі залізниці Стрий — Сколе.
1961 року станція електрифікована постійним струмом (=3 кВ) в складі дільниці Стрий — Лавочне.

## Пасажирське сполучення
На станції Конюхів зупиняються приміські електропоїзди напрямку Львів — Стрий — Чоп.
| Річний розподіл приміських поїздів |           |           |           |           |           |           |           |           |
| Сполучення                         | 2015/2016 | 2016/2017 | 2017/2018 | 2018/2019 | 2019/2020 | 2020/2021 | 2021/2022 | 2022/2023 |
| Лавочне — Львів                    | 1         | 1         | 1         | 2         | 2         | 1         | 1         | 1         |
| Стрий — Мукачево                   | 0         | 0         | 0         | 1         | 1         | 0         | 0         | 0         |
| Львів — Мукачево                   | 2         | 2         | 2         | 1         | 1         | 1         | 1         | 1         |
| Чоп — Львів                        | 1         | 1         | 1         | 1         | 1         | 0         | 1         | 1         |
| Стрий — Лавочне                    | 1         | 1         | 1         | 1         | 1         | 0         | 0         | 0         |
| Мукачево — Львів                   | 1         | 1         | 1         | 0         | 0         | 0         | 0         | 0         |
| Львів — Чоп                        | 1         | 1         | 1         | 1         | 1         | 0         | 1         | 1         |
| Лавочне — Стрий                    | 1         | 1         | 1         | 1         | 1         | 0         | 0         | 0         |
| Мукачево — Стрий                   | 1         | 1         | 1         | 2         | 2         | 1         | 1         | 1         |
| Львів — Лавочне                    | 1         | 1         | 1         | 2         | 2         | 1         | 1         | 1         |